# Fatma Mohamed
Pour les articles homonymes, voir Fatma et Mohamed.
Fatma Mohamed, née le 4 septembre 1975 à Cluj-Napoca en Roumanie, est une actrice de cinéma roumaine,.

## Filmographie
- 2009 : Katalin Varga : l'épouse
- 2012 : Berberian Sound Studio : Silvia en tant que Teresa
- 2014 : The Duke of Burgundy : l'ébéniste
- 2014 : A Drakula dilemma (documentaire) : la reportère
- 2015 : Self-Portrait of a Dutiful Daughter : Madalina
- 2015 : Box : le duo Karaoké
- 2018 : The Field Guide to Evil : Boglarka (segment "The Cobblers' Lot" de Peter Strickland)
- 2018 : Deva : Anna
- 2018 : In Fabric : miss Luckmoore